# APOA5
APOA5 (англ. Apolipoprotein A5) – білок, який кодується однойменним геном, розташованим у людей на короткому плечі 11-ї хромосоми. Довжина поліпептидного ланцюга білка становить 366 амінокислот, а молекулярна маса — 41 213.
| 10         |  | 20         |  | 30         |  | 40         |  | 50         |
| ---------- |  | ---------- |  | ---------- |  | ---------- |  | ---------- |
| MASMAAVLTW |  | ALALLSAFSA |  | TQARKGFWDY |  | FSQTSGDKGR |  | VEQIHQQKMA |
| REPATLKDSL |  | EQDLNNMNKF |  | LEKLRPLSGS |  | EAPRLPQDPV |  | GMRRQLQEEL |
| EEVKARLQPY |  | MAEAHELVGW |  | NLEGLRQQLK |  | PYTMDLMEQV |  | ALRVQELQEQ |
| LRVVGEDTKA |  | QLLGGVDEAW |  | ALLQGLQSRV |  | VHHTGRFKEL |  | FHPYAESLVS |
| GIGRHVQELH |  | RSVAPHAPAS |  | PARLSRCVQV |  | LSRKLTLKAK |  | ALHARIQQNL |
| DQLREELSRA |  | FAGTGTEEGA |  | GPDPQMLSEE |  | VRQRLQAFRQ |  | DTYLQIAAFT |
| RAIDQETEEV |  | QQQLAPPPPG |  | HSAFAPEFQQ |  | TDSGKVLSKL |  | QARLDDLWED |
| ITHSLHDQGH |  | SHLGDP     |  |            |  |            |  |            |

A: Аланін

C: Цистеїн

D: Аспарагінова кислота

E: Глутамінова кислота

F: Фенілаланін

G: Гліцин

H: Гістидин

I: Ізолейцин

K: Лізин

L: Лейцин

M: Метіонін

N: Аспарагін

P: Пролін

Q: Глутамін

R: Аргінін

S: Серин

T: Треонін

V: Валін

W: Триптофан

Кодований геном білок за функцією належить до фосфопротеїнів. 
Задіяний у таких біологічних процесах, як транспорт, транспорт ліпідів. 
Секретований назовні.